# Hästö-Busö

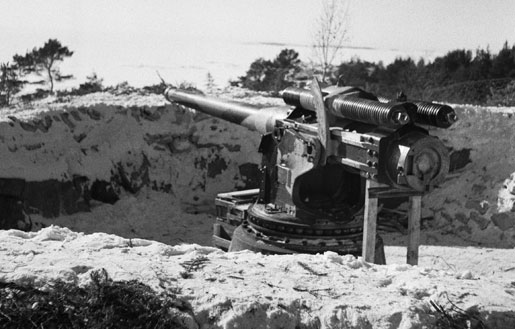
Hästö-Busö 18 mars 1940.

Hästö-Busö eller Hästö Busö är en ö i Finska viken nära Tvärminne i Raseborgs stads område (tidigare Ekenäs).
Hästö-Busö tillhörde det till Sovjetunionen efter Vinterkriget arrenderade området i Hangö udd. I juli 1941 början av Fortsättningskriget anföll ryssarna därifrån till finskkontrollerade öar i närheten.